# 829 أكاديميا
829 Academia كوكب صغير يدور حول الشمس، اكتشفه الفلكي الروسي غريغوري نويمين 25 أغسطس 1916 الكويكب يبلغ قطره ما يقرب من 44 كيلومترا، وله بياض منخفض أظهرت القياسات الضوئية للكويكب في عام 2005 في قسم مرصد بالمر منحنى ضوئي مع فترة من 7.891 ± 0.005 ساعة وتباين سطوع 0.44 ± 0.02 في الحجم.

## وصلات خارجية
- Discovery Circumstances: Numbered Minor Planets
- 829 أكاديميا في قاعدة بيانات مختبر الدفع النفاث لأجرام النظام الشمسي الصغيرة

- الاكتشاف · مخطط المدار ·  العناصر المدارية · المعلمات المادية